# Bahrain International 2019
Die Bahrain International 2019 im Badminton fanden vom 9. bis zum 13. Oktober 2019 in Madinat Isa statt.

## Die Sieger und Platzierten
| Disziplin    | Gold                                       | Silber                                          | Bronze                                   |
| ------------ | ------------------------------------------ | ----------------------------------------------- | ---------------------------------------- |
| Herreneinzel | Priyanshu Rajawat                          | Jason Ho-Shue                                   | Saran Jamsri                             |
| Herreneinzel | Priyanshu Rajawat                          | Jason Ho-Shue                                   | Kartik Jindal                            |
| Dameneinzel  | Sri Fatmawati                              | Ira Sharma                                      | Malvika Bansod                           |
| Dameneinzel  | Sri Fatmawati                              | Ira Sharma                                      | Aakarshi Kashyap                         |
| Herrendoppel | Prad Tangsrirapeephan Apichasit Teerawiwat | Rohan Kapoor Saurabh Sharma                     | Narut Saengkham Pannawat Theerapanitnun  |
| Herrendoppel | Prad Tangsrirapeephan Apichasit Teerawiwat | Rohan Kapoor Saurabh Sharma                     | Simon Leung Mitchell Wheller             |
| Damendoppel  | Daniela Macías Dánica Nishimura            | Suthinee Dansoonthornwong Kanyanat Sudchoeichom | Anto Agna Ashna Roy                      |
| Damendoppel  | Daniela Macías Dánica Nishimura            | Suthinee Dansoonthornwong Kanyanat Sudchoeichom | Veronika Dobiášová Martina Krocová       |
| Mixed        | Gaurav Prasad Venkat Juhi Dewangan         | Pannawat Theerapanitnun Kanyanat Sudchoeichom   | Vinson Chiu Breanna Chi                  |
| Mixed        | Gaurav Prasad Venkat Juhi Dewangan         | Pannawat Theerapanitnun Kanyanat Sudchoeichom   | Arnick Plungvachira Krittaporn Jiantanet |